# Menkalinan

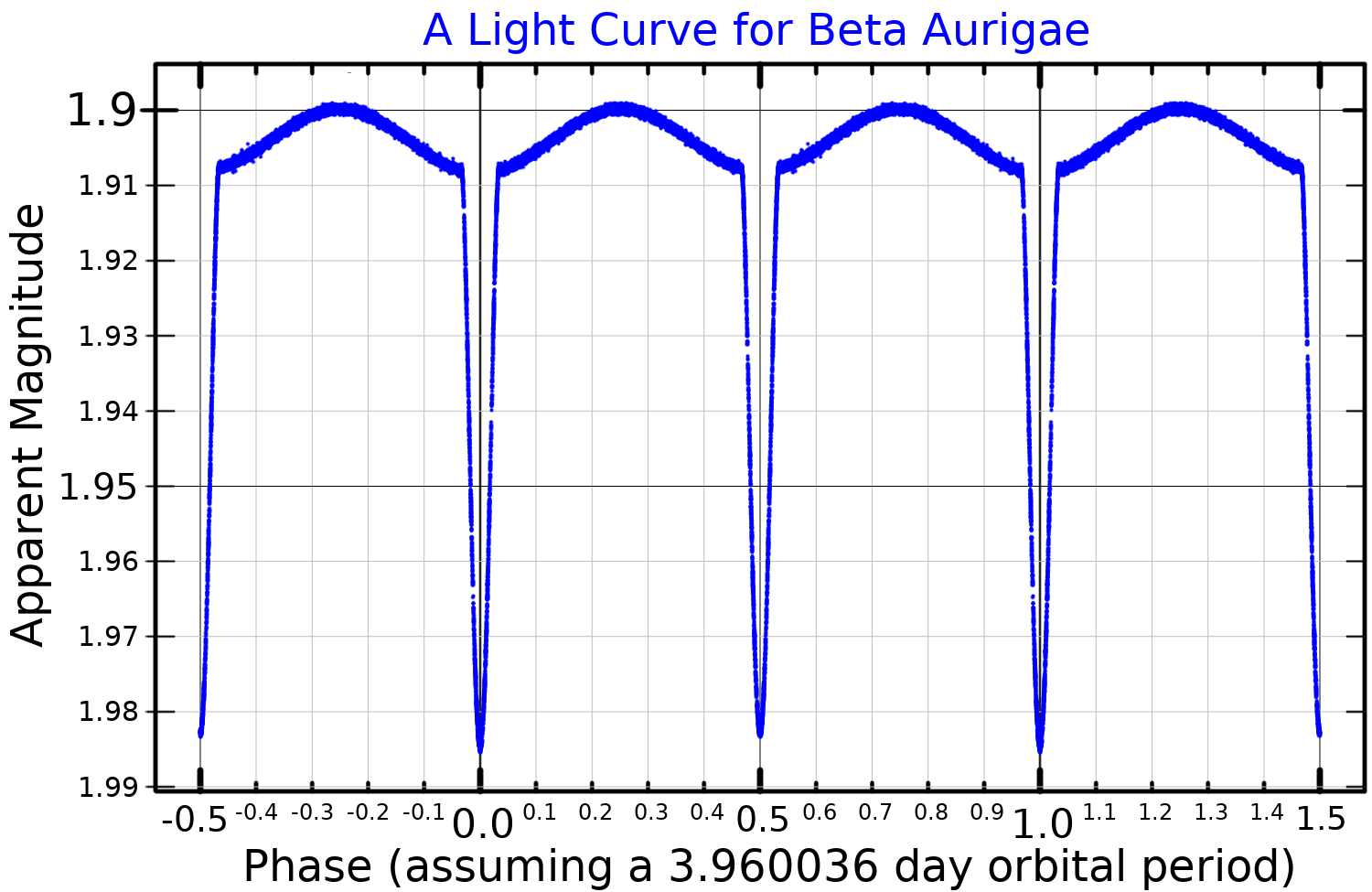
Lichtkromme van Menkalinan

Menkalinan (beta Aurigae) is een heldere ster in het sterrenbeeld Voerman (Auriga).
De ster staat ook bekend als Menkalina.